# Bitva u Anchiala (708)
Bitva u Anchiala, v níž se proti sobě střetli Slované s Bulhary proti Byzantincům, se odehrála roku 708 a skončila vítězstvím bulharsko-slovanské koalice.

## Okolnosti bitvy
Byzantskému císaři Justiniánu II. se poté, co byl svržen a odeslán do exilu na Krym, podařilo odtud uprchnout a dostat se přes chazarskou říši až na území tehdy vládnoucího bulharského chána Tervela. Ten Justiánovi poskytl vojáky, s pomocí kterých císař znovu získal vládu. Tervel byl následně odměněn odstoupením oblasti Zagore, navýšením již dříve dohodnutého ročního poplatku a titulem kaisar (řecká obdoba titulu caesar), jenž se dosud uděloval jen členům a příbuzným vládnoucí dynastie a jehož udělením se upevnilo postavení bulharské říše. O několik let později se však Justinián, který mezitím upevnil v řiši svojí vládu, pokusil dobýt odstoupené území zpět.

## Průběh
Roku 708 vytáhl císař s velkou jízdní armádou do Thrákie, odkud postupoval k přístavu Anchialo (dnes Pomorje), kde se měly vylodit jeho pěší jednotky. Celou akci ale Bulhaři zhatili, když překvapivě na byzantskou armádu zaútočili a úspěšně ji porazili. Justinián se se zbytkem vojska stáhl do Anchiala a odtud se vrátil na lodi do Konstantinopole. Plány na získání ztraceného území tak byly zhaceny a sám byzantský císař zemřel několik let poté během dalšího pokusu o jeho svžení.